# L'Homme au masque de fer (film, 1998)
Cet article concerne le film de Randall Wallace. Pour le film de James Whale, voir L'Homme au masque de fer.
Pour les articles homonymes, voir L'Homme au masque de fer.
Pour plus de détails, voir Fiche technique et Distribution.
L’Homme au masque de fer (The Man in the Iron Mask) est un film de cape et d'épée américano-britannique écrit et réalisé par Randall Wallace et sorti en 1998. Il s'inspire de l’œuvre d'Alexandre Dumas, en particulier du roman Le Vicomte de Bragelonne faisant suite aux Trois Mousquetaires et Vingt Ans après. Il s'inspire également de l'homme au masque de fer.
Le film reçoit des critiques mitigées de la presse mais est un succès commercial avec 183 millions de dollars récoltés au box-office.

## Synopsis
Paris, 1662. Athos, Porthos et Aramis sont désormais à la retraite. Seul D'Artagnan est encore au service des mousquetaires du roi Louis XIV. Or, ce dernier est un monarque au caractère froid et impitoyable, se préoccupant davantage des frivolités de la Cour que de la misère de son peuple, qui souffre de la guerre face aux Hollandais. Le roi veut séduire Christine, la fiancée du fils d'Athos, Raoul. Pour cela, le roi n'hésite pas à envoyer le jeune homme à la guerre où ce dernier trouve la mort. Les trois anciens mousquetaires décident alors de se venger du souverain. Pour ce faire, Aramis a fomenté un plan. Sur l'île Sainte-Marguerite, les mousquetaires vont aller libérer Philippe, fils caché d'Anne d'Autriche et frère jumeau parfaitement identique du roi.

## Fiche technique
Sauf indication contraire, les informations mentionnées dans cette section peuvent être confirmées par la base de données cinématographiques IMDb,  présente dans la section « Liens externes ».
- Titre original : The Man in the Iron Mask
- Titre français : L’Homme au masque de fer
- Réalisation : Randall Wallace, assisté de Frédéric Auburtin
- Scénario : Randall Wallace, d'après le roman Le Vicomte de Bragelonne, d'Alexandre Dumas
- Musique : Nick Glennie-Smith
- Photographie : Peter Suschitzky
- Décors : Philippe Turlure
- Costumes : James Acheson
- Montage : William Hoy
- Effets spéciaux : Rob Hodgson, Chris Holmes, Kent Houston, Kevin Kuwada et Jacques Levesque
- Production : Russell Smith et Randall Wallace
  - Coproducteurs : René Dupont et Paul Hitchcock
  - Producteurs délégués : Alan Ladd Jr. et Frank Mancuso
- Société de production : United Artists
- Société de distribution : Metro-Goldwyn-Mayer (États-Unis) ; United International Pictures (International)
- Budget : 35 millions de dollars[1]
- Pays de production :  Royaume-Uni et  États-Unis
- Langues originales : anglais et français
- Format : couleurs (DeLuxe) - 35 mm - 1,85:1 - son DTS / Dolby Digital / SDDS
- Genre : cape et épée, aventures
- Durée : 132 minutes
- Dates de sortie :
  - États-Unis : 13 mars 1998
  - France : 1er avril 1998

## Distribution
- Leonardo DiCaprio (VF : Damien Witecka) : Louis XIV / Philippe
- Jeremy Irons (VF : Robert Guilmard) : Aramis
- John Malkovich (VF : Michel Papineschi) : Athos
- Gérard Depardieu (VF : lui-même) : Porthos
- Gabriel Byrne (VF : Gabriel Le Doze) : D'Artagnan
- Anne Parillaud (VF : Elle-même) : Anne d'Autriche
- Judith Godrèche (VF : Elle-même) : Christine Bellefort
- Peter Sarsgaard (VF : Mathias Kozlowski) : Raoul de Bragelonne
- Edward Atterton (VF : Pierre Tessier) : le lieutenant André
- Hugh Laurie : Pierre, conseiller du roi
- David Lowe : un conseiller du roi
- Emmanuel Guttierez : François, l'ami du roi
- Brigitte Boucher : Mme Rotund
- Emmanuel Patron : un garde de la forteresse
- Olivier Hémon : un garde de la forteresse
- Laura Fraser : une femme dans la chambre
- Leonor Varela : une femme au bal
- Michael Hofland : Ruffian
- Vincent Nemeth : un client
- Cécile Auclert : une servante
- Brigitte Auber : la dame de compagnie d'Anne d'Autriche

## Production
Le réalisateur Randall Wallace voulait Anthony Hopkins pour incarner Aramis, mais l'acteur est pris par Le Masque de Zorro (1998). Sam Neill ou encore Alan Rickman seront envisagés avant que le choix se porte sur Jeremy Irons. Kevin Kline a quant à lui refusé le rôle d'Athos.
Le film a été tourné en France au château de Fontainebleau, au château de Vaux-le-Vicomte, au château de Pierrefonds, au logis de Fontenay à Fontenay-sur-Vègre et dans le Vieux Mans: place saint-Michel, rue de la Reine Bérengère, Grande Rue, rue de l'Ecrevisse. Certaines scènes représentant la Bastille ont été tournées aux studios d'Arpajon. Pour des raisons financières, le château de Versailles n'a pas été utilisé par la production.

## Accueil

### Critiques
Il a reçu un accueil plutôt défavorable, recueillant 33 % de critiques positives, avec une note moyenne de 5,4⁄10 et sur la base de 36 critiques collectées, sur le site agrégateur de critiques Rotten Tomatoes. Sur Metacritic, il obtient un score de 48⁄100 sur la base de 18 critiques collectées.

### Box-office
Le film a connu un important succès commercial, rapportant environ 182 968 902 $ au palmarès mondial, dont 56 968 902 $ en Amérique du Nord, pour un budget de 35 000 000 $. En France, il a réalisé 2 291 139 entrées.
| Pays ou région    | Box-office        | Date d'arrêt du box-office | Nombre de semaines |
| ----------------- | ----------------- | -------------------------- | ------------------ |
| États-Unis Canada | 56 968 902 $      | -                          | -                  |
| France            | 2 291 139 entrées | -                          | -                  |
| Total mondial     | 182 968 902 $     | -                          | -                  |

## Distinctions principales
(en) Récompenses pour L'Homme au masque de fer sur l’Internet Movie Database
- Razzie Awards 1999 : pire couple à l'écran pour son double rôle de Louis XIV et son jumeau
- ASCAP Film and Television Music Awards 1999 : Top Box Office Films pour Nick Glennie-Smith

## Autour du film
D'Artagnan est présenté dans le film comme ayant été l'amant d'Anne d'Autriche, ce qui n'est nullement le cas dans Le Vicomte de Bragelonne et les œuvres précédentes de Dumas.
Le roi Louis fait assassiner Raoul afin d'obtenir de facto sa fiancée, Christine. Pour cela, il l'envoie à la mort parmi les premières lignes sur le front anglais. Il fait ensuite installer Christine dans ses appartements. Cette intrigue est sans nul doute inspirée du Deuxième Livre de Samuel. En effet, au chapitre 11, le roi David est séduit par une femme prénommée Bethsabée, qu'il obtient en envoyant son mari Urie à la mort. Le dénouement final n'est toutefois pas le même.